# Paramelanauster
Paramelanauster is een kevergeslacht uit de familie van de boktorren (Cerambycidae). De wetenschappelijke naam van het geslacht werd voor het eerst geldig gepubliceerd in 1936 door Breuning.

## Soorten
Paramelanauster omvat de volgende soorten:
- Paramelanauster bimaculatus Breuning, 1936
- Paramelanauster flavosparsus Breuning, 1936